# Eguy Rosario
Eguy Rosario (San Cristóbal, República Dominicana, 25 de agosto de 1999) es un jugador profesional dominicano de béisbol que se desempeña en la posición de tercera base en San Diego Padres, equipo de las Grandes Ligas de Béisbol (MLB).

## Carrera
En 2022, Rosario hizo su debut en la MLB con el equipo San Diego Padres, donde lleva jugando tres temporadas.